# Cantón de Le Raincy
El cantón de Le Raincy era una división administrativa francesa, que estaba situada en el departamento de Sena-Saint-Denis y la región de Isla de Francia.

## Composición
El cantón estaba formado por dos comunas:
- Clichy-sous-Bois
- Le Raincy

## Supresión del cantón de Le Raincy
En aplicación del Decreto n.º 2014-214 de 21 de febrero de 2014, y corregido por Decreto n.º 2014-481 de 13 de mayo de 2014, el cantón de Le Raincy fue suprimido el 22 de marzo de 2015 y sus 2 comunas pasaron a formar parte; una del nuevo cantón de Livry-Gargan y una del nuevo cantón de Villemomble.